# Аутомобили: Вукшине дуге приче
Аутомобили: Вукшине дуге приче (енгл. Cars Toons: Mater's Tall Tales) је анимирана серија Волт Дизни Пикчерса и Пиксара по филму Аутомобили из 2006. Радња се дешава у Радијатор Спрингсу када Вукша препричава своје догодовштине Муњи Меквину.

## Епизоде
Серија се дели у три сезоне. Прва је изашла 2008, друга 2009. и трећа још није завршена.

### Прва сезона
| Прва сезона        |
| ------------------ |
| 1. Спасилац Вукша  |
| 2. Племенити Вукша |
| 3. Ел Вукшадор     |

### Друга сезона
| Друга сезона                     |
| -------------------------------- |
| 1. Неидентификовани Летећи Вукша |
| 2. Токио Вукша                   |
| 3. Чудовишни рвач Вукша          |
| 4. Рок звезда Вукша              |
| 5. Вукша на Месецу               |
| 6. Приватни инвеститор Вукша     |

### Трећа сезона
| Трећа сезона - у току      |
| -------------------------- |
| 1. Ваздухопловац Вукша     |
| 2. Вукша путује кроз време |